# Тене (Эн)
Тене́ (фр. Tenay) — коммуна во Франции, находится в регионе Рона — Альпы. Департамент — Эн. Входит в состав кантона Сен-Рамбер-ан-Бюже. Округ коммуны — Белле.
Код INSEE коммуны — 01416.

## География
Коммуна расположена приблизительно в 410 км к юго-востоку от Парижа, в 55 км восточнее Лиона, в 39 км к юго-востоку от Бурк-ан-Бреса.
По территории коммуны протекает река Альбарен.

## Климат
Климат полуконтинентальный с холодной зимой и тёплым летом. Дожди бывают нечасто, в основном летом.

## Население
Население коммуны на 2010 год составляло 1120 человек.
| 1962 | 1968 | 1975 | 1982 | 1990 | 1999 | 2010 |
| ---- | ---- | ---- | ---- | ---- | ---- | ---- |
| 2132 | 1993 | 1715 | 1571 | 1356 | 1083 | 1120 |

## Администрация
| Период | Период | Фамилия        | Партия | Примечания |
| ------ | ------ | -------------- | ------ | ---------- |
| 1944   | 1959   | Жан Пела       |        |            |
| 1959   | 1973   | Камиль Пелисье |        |            |
| 1973   | 1977   | Улис Шарволен  |        |            |
| 1977   | 1989   | Анри Реверди   |        |            |
| 1989   | 2020   | Марк Перро     |        |            |

## Экономика
В 2010 году среди 657 человек трудоспособного возраста (15—64 лет) 444 были экономически активными, 213 — неактивными (показатель активности — 67,6 %, в 1999 году было 63,4 %). Из 444 активных жителей работали 398 человек (228 мужчин и 170 женщин), безработных было 46 (18 мужчин и 28 женщин). Среди 213 неактивных 50 человек были учениками или студентами, 85 — пенсионерами, 78 были неактивными по другим причинам.

## Фотогалерея

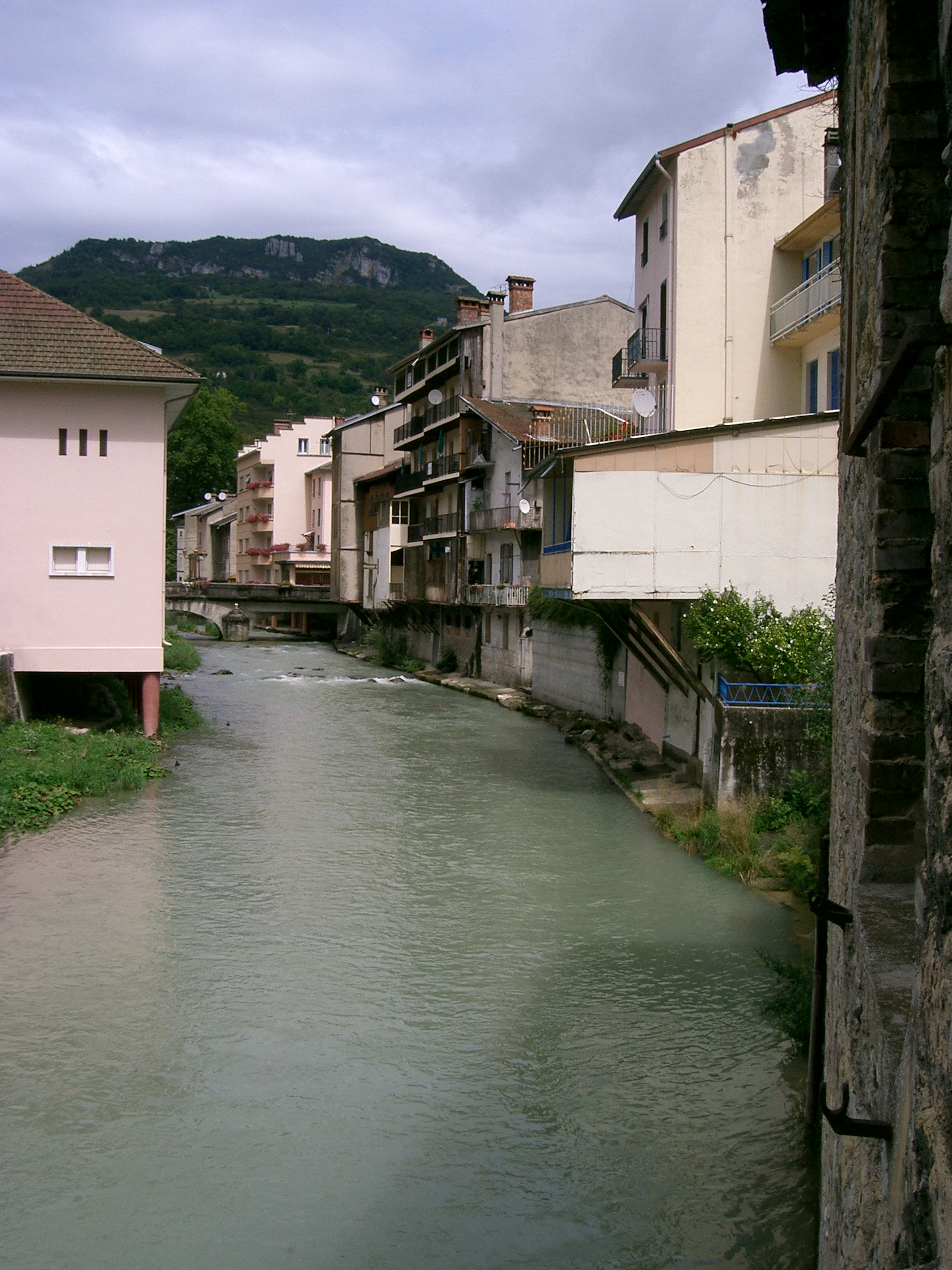
Река Альбарен
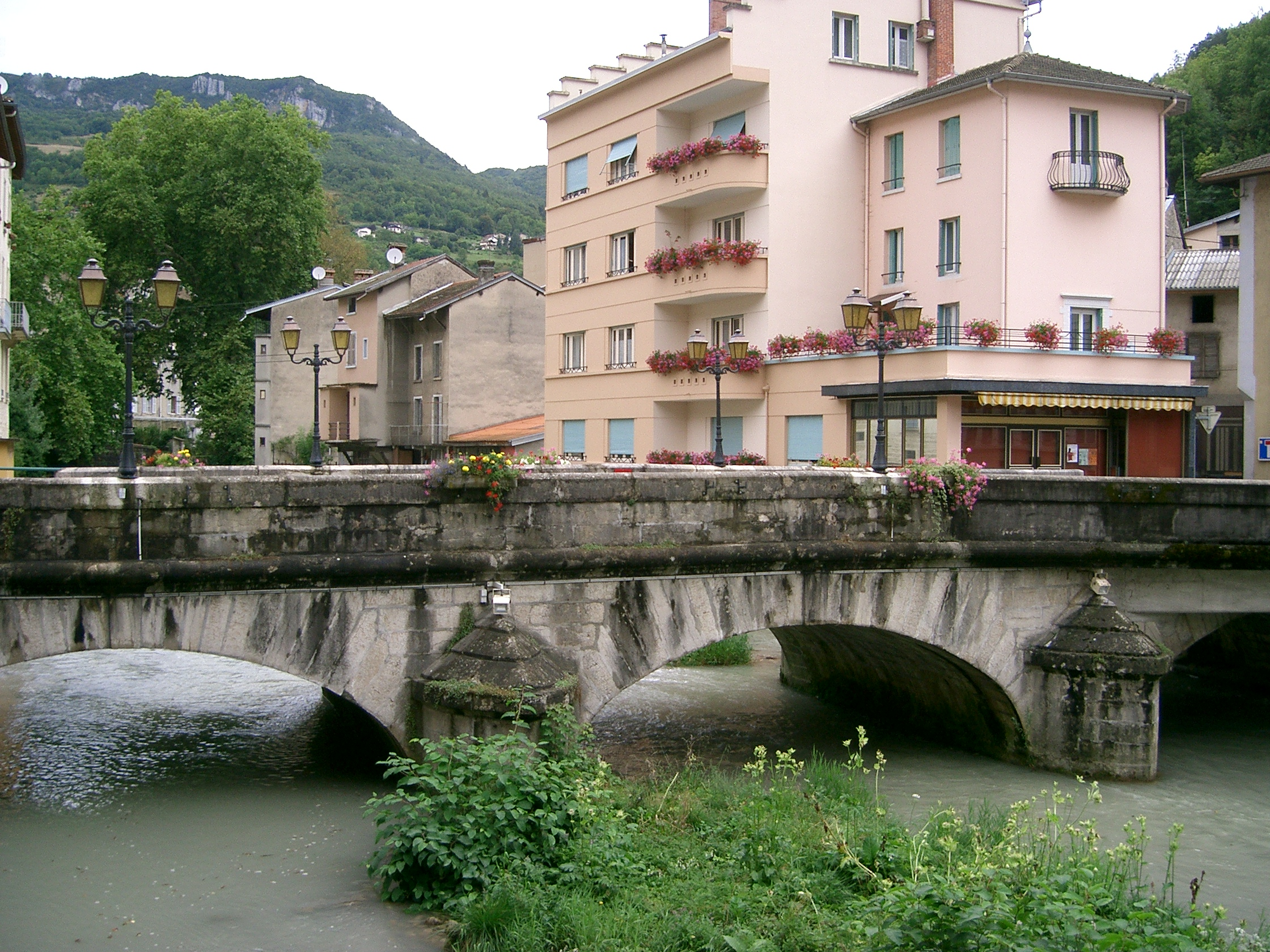
Мост через реку Альбарен
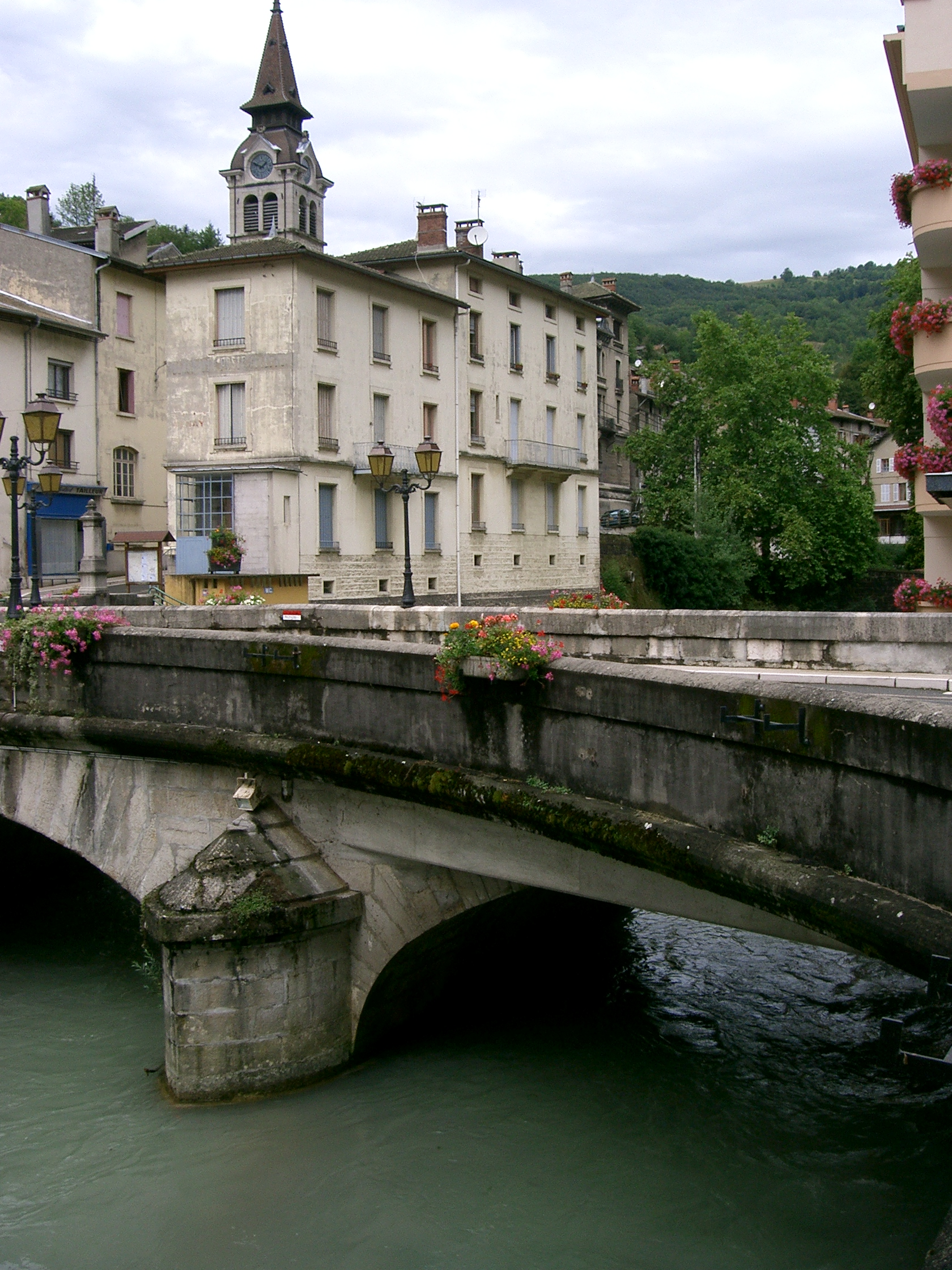
Мост через реку Альбарен
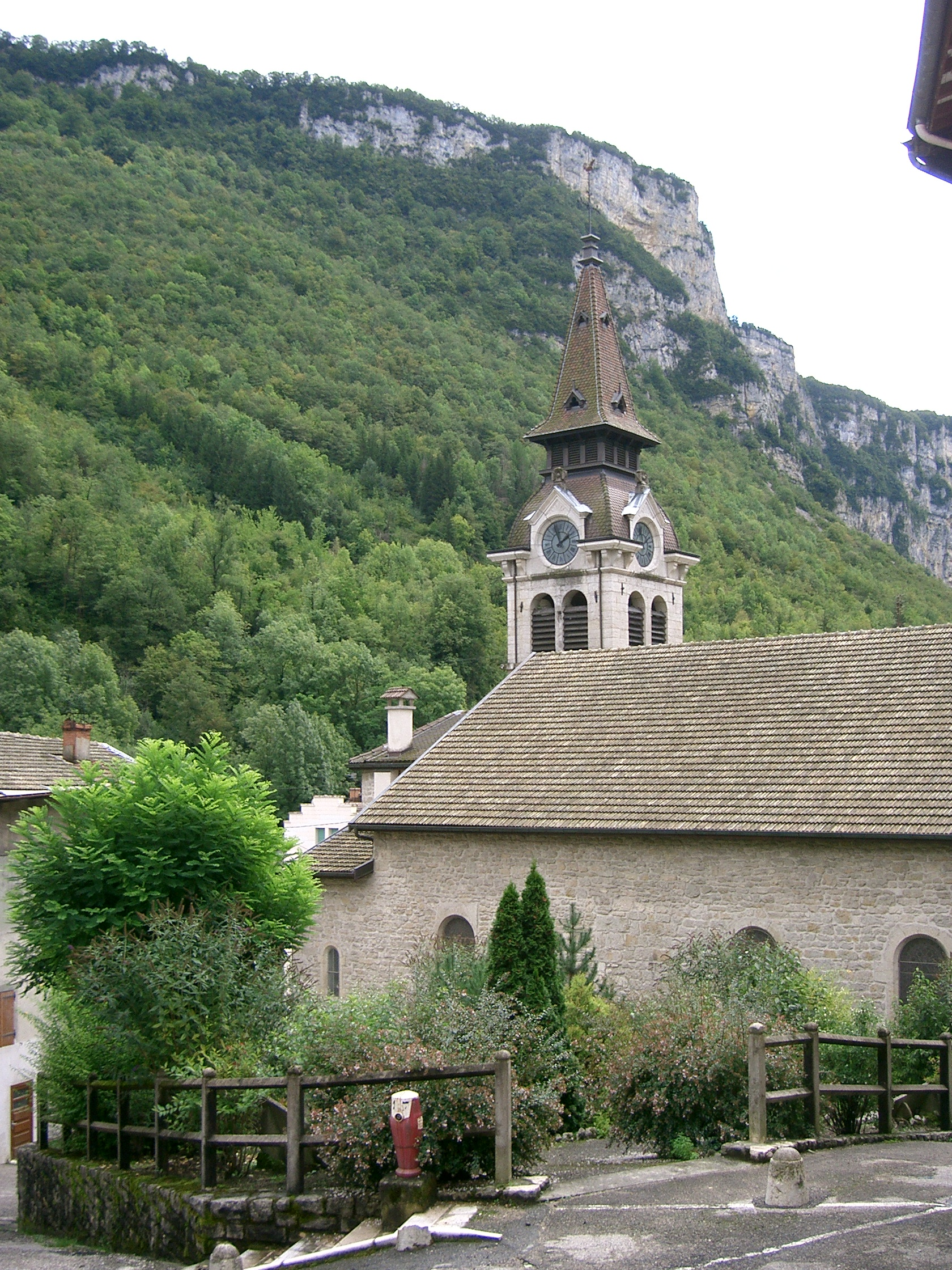
Церковь
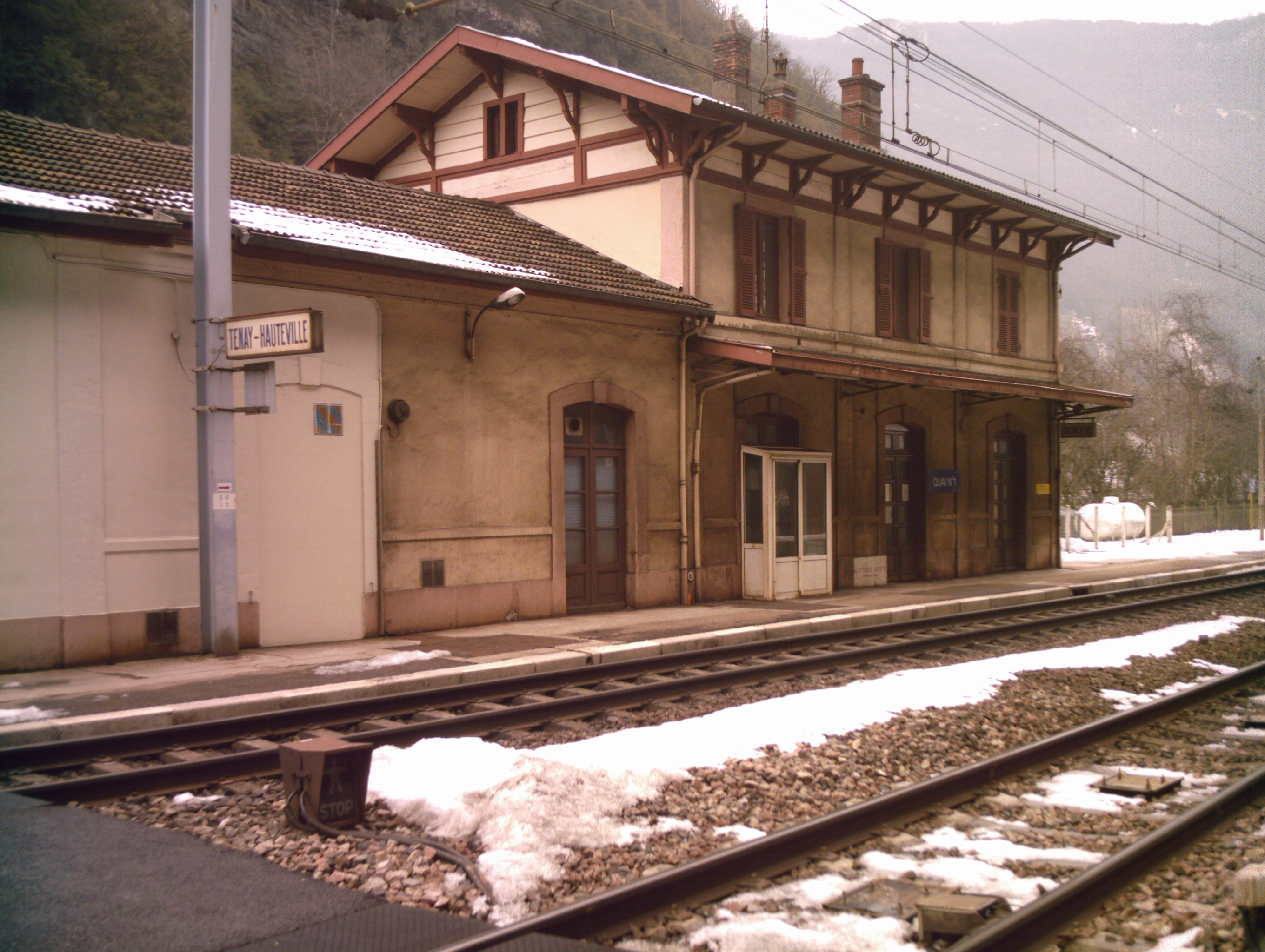
Вокзал Тене-Отвиль
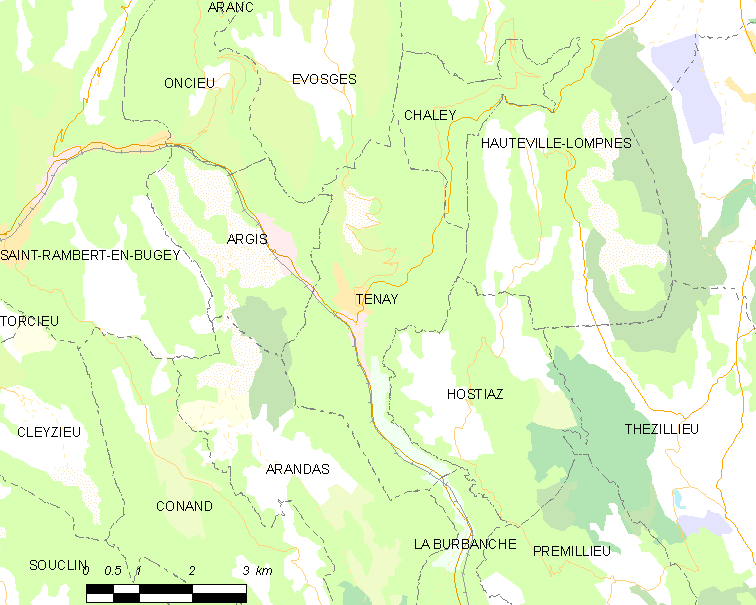
Карта коммуны